# Hermann Bückling

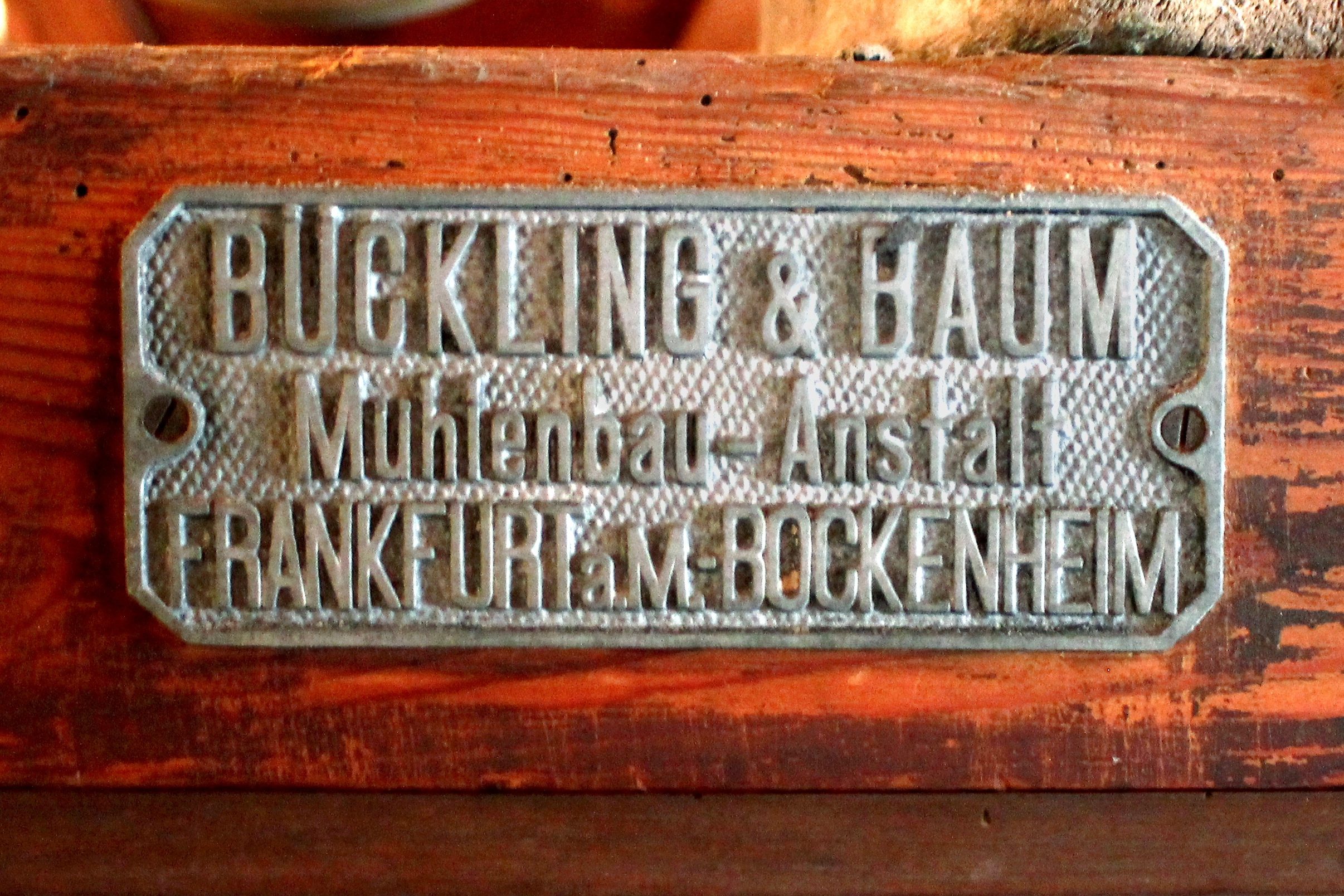
Herstellerschild der Mühlenbauanstalt Bückling & Baum

Hermann Bückling  (* 24. November 1853; † 28. Januar 1938) war ein deutscher Unternehmer.

## Leben
Er war Inhaber der Maschinenfabrik und Mühlenbauanstalt Bückling & Baum, Solmsstraße 17, Frankfurt-Bockenheim.
Laut Handelsregister-Nachrichten vom 4. März 1885, veröffentlicht in der Chemiker-Zeitung – Central-Organ, Cöthen 4. März 1885, Jahrgang IX, Nummer 19, Seite 345, wurde er zunächst als Teilhaber von S. Hansen & Baum, Müllerei-Maschinen zu Frankfurt am Main, vom damaligen Alleininhaber Jacob Baum aufgenommen. Die beiden führten zunächst das Geschäft unter der Firma Bückling & Baum weiter. Später wurde Hermann Bückling der alleinige Inhaber. Der ausbrechende Erste Weltkrieg und seine wirtschaftlichen Folgen entzogen auch diesem Bockenheimer Industriebetrieb die Geschäftsgrundlage.
Obwohl eigentlich Fabrikant, gelangen Hermann Bückling als Hobbyfotograf zu Beginn des letzten Jahrhunderts mit seinen Fotoaufnahmen beeindruckende Einblicke der Bauwerke der Stadt Frankfurt am Main sowie in das Alltagsleben der Bürger.
Seine Ehefrau Elisabeth Bückling (* 1. Dezember 1851; † 20. März 1899) starb früh mit 48 Jahren.
Ein verstorbenes Familienmitglied war der Oberbergrat aus Berlin Carl Friedrich Bückling (1756–1812). Er gilt als Erbauer einer der ersten deutschen Dampfmaschinen, nachdem er von Friedrich II. nach England geschickt worden war und die Dampfmaschinenfabrik von Boulton & Watt in Smethwick bei Birmingham (England) besichtigen konnte. Auch holte er sich einen englischen Maschinenbauer mit nach Deutschland.

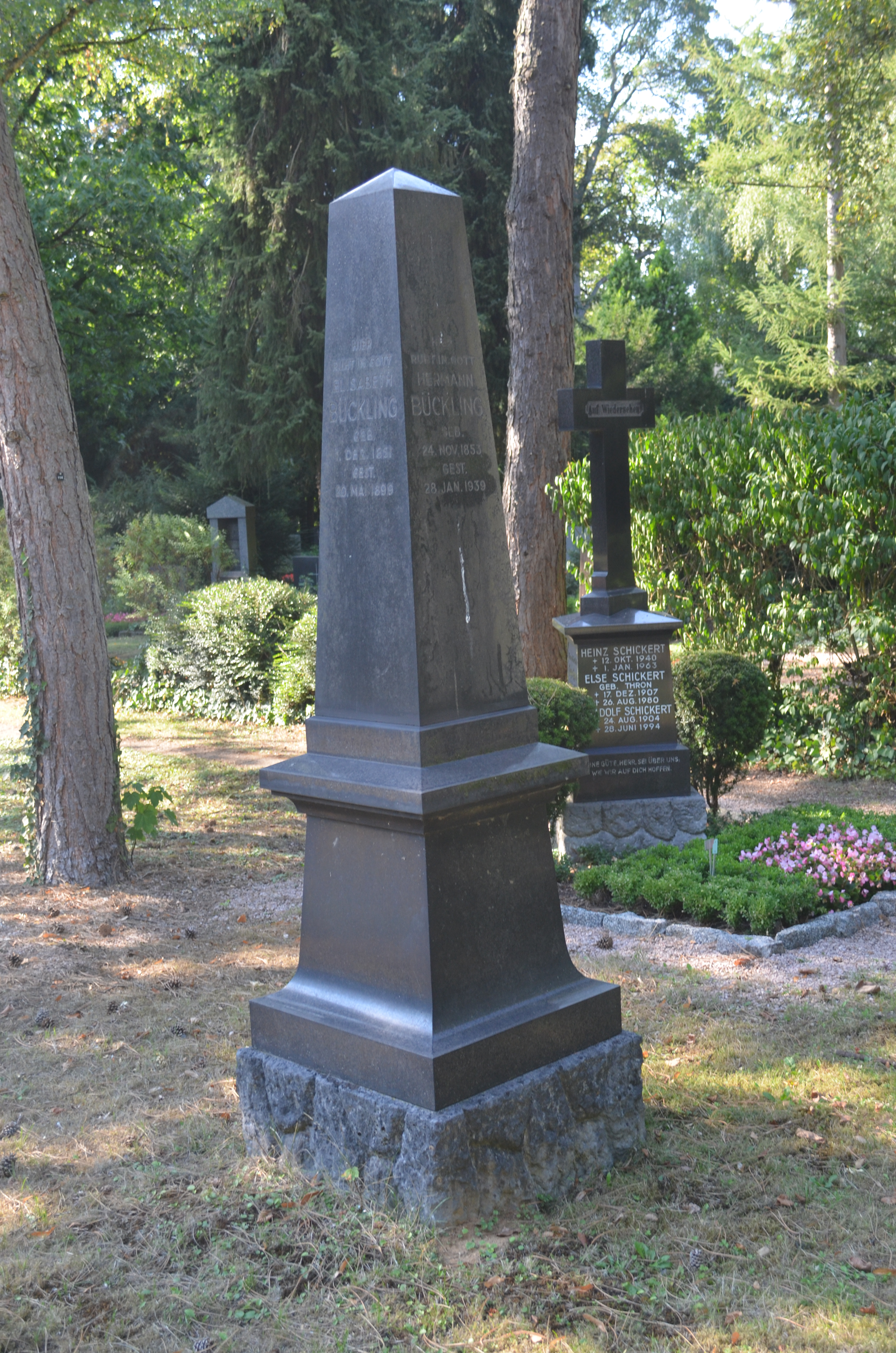
Grabstele Ehepaar H. + E. Bückling, Neuer Friedhof Bockenheim

Die Grabstele des Ehepaars Bückling hat sich über zwei Weltkriege hinweg bis heute auf dem Neuen Friedhof Frankfurt-Bockenheim erhalten.
Das ehemalige Firmengebäude von Bückling & Baum in der Solmsstraße 17 wurde während des Zweiten Weltkriegs als Zivilarbeitslager für ausländische Zwangsarbeiter zwangsrequiriert. 1944 wurde diese Immobilie durch Fliegerbomben komplett zerstört. Bauliche Spuren sind nicht mehr vorhanden. Heute befinden sich auf dem neu bebauten Grundstück Dienstleistungsbetriebe, so z. B. ein Unternehmen im Bereich Medienbeobachtung und Medienanalyse in Mitteleuropa.